# Dialeurolonga davidi
Dialeurolonga davidi es un hemíptero de la familia Aleyrodidae, con una subfamilia: Aleyrodinae.
Fue descrita científicamente por primera vez por Dubey & Sundararaj en 2006.